# Emil Kaliński

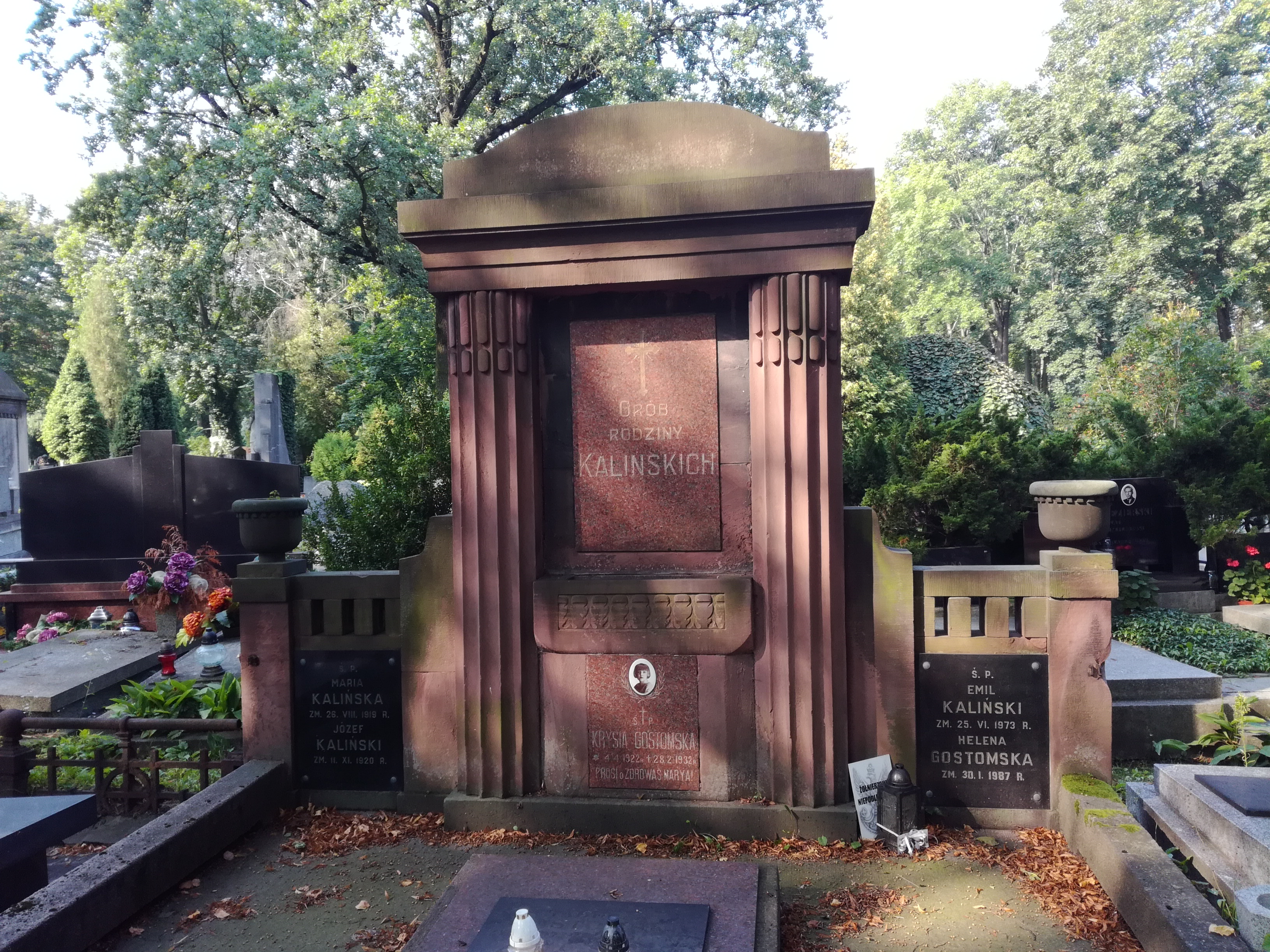
Grób Emila Kalińskiego na Starym Cmentarzu w Łodzi

Emil Kaliński (ur. 17 października 1890 w Łodzi, zm. 26 czerwca 1973 tamże) – inżynier, pułkownik łączności Wojska Polskiego, minister poczt i telegrafów, senator w II RP.

## Życiorys
Był synem Józefa i Marii z domu Pische. Naukę rozpoczął w gimnazjum w Łodzi, ale po piątej klasie kontynuował ją w ośmioklasowym gimnazjum filologicznym Szkoła Lubelska w Lublinie. Maturę uzyskał w gimnazjum w II Szkole Realnej w Krakowie we wrześniu 1912 r. Początkowo studiował na Politechnice Lwowskiej, a następnie w Wiedniu. Studia ukończył jednak dopiero w 1922, uzyskując w Politechnice Lwowskiej dyplom inżyniera elektrotechnika.

### Wielka wojna
W sierpniu 1914 służył w Drużynach Strzeleckich, a następnie wstąpił w szeregi Legionów.Początkowo służył w 4. kompanii strzeleckiej, później 3. kompanii 1. batalionu 1. Pułku Piechoty Legionów. W wyniku odniesionych ran w potyczkach pod Tymbarkiem i Słupniami Królewskimi przebywał w szpitalu i na rekonwalescencji. Następnie od 15.02.1915 r. służył w Oddziale Telefonicznym I Brygady Legionów Polskich, który dał podstawę plutonów telefonicznych 2(5) Pułku Piechoty Legionów (od 24.11.1915 r.) oraz 3(7) Pułku Piechoty Legionów. Służbę rozpoczął w stopniu szeregowca-telefonisty przeszkolonego na czterodniowym kursie informacyjnym we wsi Bulowice. Ukończenie kursu w warunkach wojny spowodowało, że został instruktorem łącznościowców w poszczególnych kompaniach. Pod koniec maja 1915 r. jako „starszy żołnierz” otrzymał rozkaz sformowania oddziału telefonicznego właśnie w 3(7) pułku powiązanego z przeszkoleniem żołnierzy. Z zadania wywiązał się po kilku tygodniach, gdy kursanci zdali egzamin przed dowódcą oddziału telefonicznego I Brygady ppor. Stanisławem Żmigrodzkim. 18.06.1915 r. Kaliński awansował na kaprala. Po dotarciu na Wołyń brał udział w walkach wraz z pułkiem, ale rozkazem z 15.10.1915 r. został odwołany z zajmowanego stanowiska z poleceniem objęcia obowiązków sierżanta w oddziale telefonicznym I Brygady. Awans na podporucznika uzyskał 10.05.1916 r. Kaliński pozostał na stanowisku pułkowym do 5.01.1917 r., w sierpniu dokonując przeszkolenia oddziału telefonicznego I. Pułku Ułanów. Następnie przez miesiąc był dowódcą plutonu piechoty w 3. kompanii 1. batalionu 5. Pułku Piechoty Legionów. W tym roku odbył kurs dla oficerów łączności w Cytadeli Warszawskiej. Z Legionów został zwolniony 13.07.1917 r. Następnie przebywał w Łodzi.

### II Rzeczpospolita – kariera wojskowa
W początkach listopada 1918 r. znalazł się w Komendzie miasta Łodzi. Następnie został przeniesiony na rozkaz gen. Kazimierza Sosnkowskiego do jego dyspozycji jako oficer łączności. W Warszawie zajął się organizacją wojsk łączności. Do Wojska Polskiego wstąpił ochotniczo 11 listopada 1918 r. 2 grudnia został awansowany do stopnia porucznika, po czym przeniesiono go do rezerwy. Stało się to na wniosek Łódzkiego Oddziału Towarzystwa Elektrycznego Oświetlenia, które zwróciło się z prośbą o wyreklamowanie Kalińskiego, który „jako inżynier naszej instytucji jest nam obecnie niezbędny dla zastąpienia niemieckich poddanych”. Kilka miesięcy później sytuacja uległa zmianie, Kaliński powrócił do służby i miesiąc spędził w Stacji Zbornej w Warszawie. W połowie 1919 r., po podziale na łączność podległą Naczelnemu Dowództwu i Ministerstwu Spraw Wojskowych, Kaliński znalazł się w Szefostwie Łączności Naczelnego Dowództwa, któremu podporządkowano wszystkie formacje połowę i etapowe. 15 sierpnia 1919 r. został szefem łączności Frontu Litewsko-Białoruskiego. Natomiast 1 grudnia mianowano go kapitanem. Do pracy w Naczelnym Dowództwie powrócił w 1920 r., obejmując stanowisko szefa Sekcji 1 Telegrafii Frontowej Szefostwa Służb Łączności. Na tym stanowisku pozostał do 22 listopada 1920 r., kiedy został przeniesiony do Dowództwa Okręgu Korpusu IV Łódź na stanowisko szefa łączności. Za swoją służbę otrzymał pochwałę szefa Sztabu Generalnego gen. por. Tadeusza Rozwadowskiego. Na stanowisku, na które został przeniesiony w listopadzie 1920 r., pozostawał do 4 grudnia 1921 r., z miesięcznym kierowaniem Szefostwem Łączności Ekspozytury MSWojsk. Następnie został odkomenderowany do Lwowa na pół roku celem dokończenia studiów inżynierskich. Po uzyskaniu dyplomu wysłano go na czteromiesięczny kurs doszkalający dla oficerów sztabowych w Zegrzu. Po zakończeniu kursu objął obowiązki pomocnika szefa Wydziału Wojsk Łączności MSWojsk. Następnie dnia 6 marca 1923 r. objął dowództwo 1. Pułku Wojsk Łączności w charakterze odkomenderowanego na okres czterech miesięcy. Dnia 28 czerwca 1923 r. przekazał dowództwo mjr. Edmundowi Świdzińskiemu. Do pracy w Wydziale Wojsk Łączności Departamentu VI MSWojsk. na stanowisko pomocnika (zastępcy) szefa wydziału powrócił jeszcze w stopniu majora 14 sierpnia 1923 r. Podpułkownikiem został mianowany w 1924 r. Na etacie podpułkownika Sztabu Generalnego był od 1 października 1923 r. W tym czasie pozostawał na etacie 3. Pułku Wojsk Łączności, który „opuścił” zgodnie z rozkazem zamieszczonym w „Dzienniku Personalnym” Nr 57/24. Został „przeniesiony” do pułku radiotelegraficznego „z pozostawieniem na dotychczasowym stanowisku w M.S.Wojsk. Dep. VI”. W 1925 r. był „pomocnikiem szefa wydziału” Wojsk Łączności Departamentu V Wojsk Technicznych MSWojsk. W styczniu 1926 r. poinformował przełożonego o zamiarze odejścia do służby liniowej, ewentualnie na inne stanowisko, co było spowodowane zmianami w awansach. Dnia 25 kwietnia 1926 r. został powołany na kurs informacyjny dowódców pułków i kandydatów na dowódców pułków w Doświadczalnym Centrum Wyszkolenia w Rembertowie. 26 lipca 1926, po przewrocie majowym, objął obowiązki komendanta Obozu Szkolnego Wojsk Łączności w Zegrzu i sprawował je do 1 października 1927. Od lutego do kwietnia 1928 r. przebywał w delegacji służbowej jako członek komisji do badania sprzętu łączności powołanej przez MSWojsk. W tym miejscu odnotować należy fakt, że od 10 sierpnia do 6 września 1927 r. Kaliński odbywał karę 28 dni aresztu domowego, o rozpoczęciu i zakończeniu której Departament Inżynierii zawiadomił gen. bryg. Jan Karol Wróblewski, dowódcę DOK I Warszawa. Kara została nałożona przez ministra spraw wojskowych. Jej powodem był raport, jaki Kaliński złożył 11 kwietnia 1927 r. bezpośredniemu przełożonemu, w którym poinformował go, że decyzję ministra spraw wojskowych o powołaniu komisji rzeczoznawców mającej ostatecznie ocenić sprzęt łączności uznał za wyraz braku zaufania do jego osoby i stwierdził, że wstrzymał się od podpisywania nieodczytanych jeszcze protokołów i formułowania wniosków. Minister nie uznał racji Kalińskiego. Konsekwencją był areszt domowy, który odbył po przebytej operacji i czterotygodniowym urlopie rehabilitacyjnym. Pomimo tego w 1928 r. został dowódcą 1. Grupy Łączności.
1 kwietnia 1932 r. został przydzielony do Ministerstwa Poczt i Telegrafów. Pod koniec 1932 r. decyzją szefa Biura Personalnego MSWojsk. płk. Bohdana Hulewicza został przydzielony na okres trzech miesięcy do dyspozycji ministra poczt i telegrafów. 15 kwietnia 1933 r. Kalińskiego przeniesiono w stan nieczynny bez prawa do poborów.

### Kariera ministerialna
Po śmierci Ignacego Boernera prezydent RP mianował go ministrem poczt i telegrafów w rządzie Aleksandra Prystora. Rząd podał się do dymisji 9 maja 1933 r. Dzień później powstał rząd Janusza Jędrzejewicza, w którym tekę ministra Kaliński utrzymał. Gabinet ten podał się do dymisji 13 maja 1934 r. Prezydent powierzył Kalińskiemu jednocześnie pełnienie dotychczasowych funkcji aż do chwili powołania następcy. Jako minister miał większe kompetencje niż jego poprzednicy. Uzyskał bowiem praktycznie nieograniczony wpływ na kierowanie polityką przewozową, ale dążył też do zmotoryzowania logistyki, głównie przewozów pocztowych. W tym celu zakładał nie tylko zwiększenie liczby pojazdów mechanicznych, ale i ich unifikowanie, aby powstające w ten sposób Pocztowe Urzędy Przewozowe mogły sprawniej obsługiwać duże ośrodki miejskie. Kolejnym wzmocnieniem pozycji ministra był nowy statut organizacyjny ministerstwa – dzięki jego zapisom uzyskał większe kompetencje wobec państwowego przedsiębiorstwa Polska Poczta, Telegraf i Telefon. Jemu też podlegały kwestie organizacyjne, polityki taryfowej czy nadzoru. Kaliński był ponadto inicjatorem powstania Państwowego Instytutu Telekomunikacyjnego w Warszawie i powiększania sieci agencji do 2472 w 1934 r., co oznaczało wzrost o 13,1% w porównaniu do 1931 r. W tym też czasie MPiT wprowadziło poczty peronowe i hotelowe pośrednictwa pocztowe.
28 marca 1935 r. Kaliński ponownie został mianowany ministrem poczt i telegrafów w rządzie Walerego Sławka, ale 12 października tego roku rząd upadł. W tym czasie Kaliński wprowadził przepisy ujednolicające organizację ministerstwa i związanych z nim instytucji. W rozporządzeniu z 31 sieprnia 1935 r. dokonano reformy terytorialnej okręgów telefoniczno-telegraficznych, dostosowując m.in. granice obwodów do granic powiatów. W kolejnym gabinecie, który stworzył Marian Zyndram-Kościałkowski, Kaliński również był ministrem poczt i telegrafów. Jednym z ostatnich istotnych jego działań było wydanie rozporządzenia o postępowaniu przy kwalifikowaniu pracowników Poczty Polskiej, Telegrafu i Telefonu.
W 1938 został przeniesiony w stan spoczynku. Po wyborach w tym samym roku otrzymał, z nadania prezydenta, mandat senatora V kadencji.

### II wojna światowa
Po wybuchu wojny z Niemcami wydał zarządzenie, w którym określił warunki korzystania z urządzeń pocztowo-telekomunikacyjnych na czas jej trwania. Następnie ewakuował się wraz z rządem do Rumunii, gdzie wraz z rodziną, do września 1944 był internowany w Băile Herculane.
Po powrocie do Polski zamieszkał w Łodzi, gdzie zmarł i został pochowany na Starym Cmentarzu w Łodzi (kwatera 5-6-10, przy alei głównej).

## Życie prywatne
20 listopada 1926 r. ożenił się z Janiną Dorotą z domu Jeziorowską, z którą miał dziecko (ur. 11.10.1927).
Był wyznania rzymskokatolickiego.

## Okresy sprawowania urzędu ministra
- 15 IV – 9 V 1933[1]
- p.o. 9-10 V 1933
- 10 V 1933 – 13 V 1934
- p.o. 13-15 V 1934
- 15 V 1934 – 28 III 1935
- 28 III – 12 X 1935
- p.o. 12-13 X 1935
- 13 X 1935 – 15 V 1936
- p.o. 15-16 V 1936
- 16 V 1936 – 30 IX 1939

## Awanse
- chorąży – 28 kwietnia 1916
- podporucznik – 1 grudnia 1916
- porucznik – ?
- kapitan – ?
- major – 3 maja 1922 zweryfikowany ze starszeństwem z dniem 1 czerwca 1919
- podpułkownik – 31 marca 1924 ze starszeństwem z dniem 1 lipca 1923 i 2 lokatą w korpusie oficerów zawodowych łączności
- pułkownik – 1939 (?) ze starszeństwem z 1 stycznia 1935 i 1. lokatą w korpusie oficerów łączności, grupa liniowa[7][8]

## Ordery i odznaczenia
- Krzyż Niepodległości (24 października 1931)[9]
- Krzyż Oficerski Orderu Odrodzenia Polski (10 listopada 1928)[10]
- Krzyż Walecznych (dwukrotnie)
- Złoty Krzyż Zasługi
- Medal Pamiątkowy za Wojnę 1918–1921
- Medal Dziesięciolecia Odzyskanej Niepodległości
- Medal Pamiątkowy 1918–1928 (Łotwa)[11]

## Źródła i bibliografia
- Lista starszeństwa oficerów Legionów Polskich w dniu oddania Legionów Polskich Wojsku Polskiemu (12 kwietnia 1917), Warszawa 1917, s. 47.
- Rocznik Oficerski 1924, s. 21, 880, 884.
- Rocznik Oficerski 1928, s. 615, 620.
- Rocznik Oficerski 1932, s. 267, 503.
- Piotr Stawecki, O dominacji wojskowych w państwowym aparacie cywilnym w Polsce w latach 1926–1939, Wojskowy Przegląd Historyczny Nr 3 (35), Warszawa 1965, s. 328–346.
- Ryszard Rybka, Kamil Stepan: Awanse oficerskie w Wojsku Polskim 1935–1939. Kraków: Fundacja Centrum Dokumentacji Czynu Niepodległościowego, 2003. ISBN 83-7188-691-8.
- Felicjan Sławoj Składkowski, Nie ostatnie słowo oskarżonego, Warszawa 2003, ISBN 83-88736-32-9.